# Rumea guyanensis
Rumea guyanensis är en insektsart som beskrevs av Desutter-grandcolas 1992. Rumea guyanensis ingår i släktet Rumea och familjen syrsor. Inga underarter finns listade i Catalogue of Life.